# Cambio de piel
Cambio de piel (в превод: „Смяна на кожата“) е четвъртият албум на испанската певица Бебе. Текстовете и музиката на песните в него са авторски, както във всички албуми на Бебе. Албумът излиза на 9 октомври 2015 г.

## Списък на песните
1. Respirar – 3:46
2. Borrones – 5:03
3. La cuenta – 4:49
4. Que llueva – 3:01
5. Bala perdida – 3:31
6. Tan lejos tan cerca – 5:59
7. Animales hambrientos – 5:40
8. Chica precavida – 4:34
9. Ganamos – 4:59
10. Una canción – 3:38
11. Más que a mi vida – 4:03
12. Todo lo que deseaba – 4:55